# Clube Atlético Juventus (Seara)
Clube Atlético Juventus, mais conhecido como Juventus, é um clube de futebol brasileiro com sede em Seara (Santa Catarina). Fundado em 20 de outubro de 1962, o Juventus tem como cores o grená, preto e o dourado. Seu mascote é um besouro.
O Juventus sempre foi conhecido pelas categorias de base até 2013, quando uma empresa da cidade assumiu o time e o fez um clube profissional com um projeto brilhante, onde, já nos primeiros 11 jogos, ganhou todos, jogando a Série C do Campeonato Catarinense.
O Juventus chegou com a vantagem do empate na final do segundo turno para se sagrar campeão, mas, contra o Jaraguá, perdeu fora de casa por 1 a 0. O jogo da volta foi emocionante e truncado, estava empatado em 0 a 0 até os 49 do segundo tempo quando Baggio fez um gol para o Juventus, levando o jogo para prorrogação. Com a vantagem do empate a seu favor, o Juventus venceu por 1 a 0 a prorrogação com gol de Rodrigo Grahl, conseguindo assim o título da Série C do Campeonato Catarinense e o acesso para a Série B no ano seguinte.
No ano de 2016 o clube oficializou a sua desistência da Série B.

## Títulos
| ESTADUAIS | ESTADUAIS                        | ESTADUAIS | ESTADUAIS  |
|           | Competição                       | Títulos   | Temporadas |
|           | Campeonato Catarinense - Série C | 1         | 2014       |
| --------- | -------------------------------- | --------- | ---------- |